# تاریخچه پذیره آثار علی شریعتی
استقبالِ چشمگیر از کارِ فکریِ علی شریعتی (۱۳۵۶–۱۳۱۲) از دهه ۱۳۴۰ از مشهد و سپس تهران آغاز شد و به سرعت سراسرِ ایران را فراگرفت. پس از مرگِ شریعتی مجموعه آثارش گردآوری و منتشر و بخش‌هاییش به چند زبانِ دیگر ترجمه شد و آوازه او را در میانِ شیعیانِ دنیا و دوستدارانِ تاریخِ خاور میانه و اسلام بلند کرد.
شریعتی نگاه نو و خاصی به دین اسلام و به ویژه مذهب تشیع داشت و بر اساس این نگاه آرایی مطرح کرد که موافقان و مخالفان فراوان داشته و بحث‌های فراوانی در نقد این آرا صورت گرفته است.
پوران شریعت رضوی دربارهٔ مخالفت‌هایی که با شریعتی می‌شد چنین می‌گوید: «به جز نظام حکومتی وقت که به شکل‌های مختلف برای او دردسر درست می‌کرد، روحانیت سنتی و به ویژه بخش‌های بی‌سواد و قشری آن، بیشترین مخالفت‌ها را با علی و آرای او می‌کرد که با جوسازی، شایعه پراکنی، افتراهای دروغ، بیانیه‌نویسی و صدور فتوا و طرد و لعن و… همراه بود.»

## روحانیت و شریعتی
وی می‌نویسد:
من غیر ازاینکه اساساً اصطلاح «روحانیت» را یک اصطلاح اسلامی و شیعی نمی‌دانم و معتقدم این اصطلاح اخیراً از مسیحیت گرفته شده و در متون اسلامی ما چنین کلمه‌ای بدین معنی نیامده است، بلکه در اسلام به جای روحانی و جسمانی، ما عالم داریم و متعلم و بنابراین باید به جای روحانی گفت «عالم اسلامی». و اما راجع به علمای اسلامی، این را می‌خواهم ادعا کنم و ده‌ها قرینه و نمونه عینی بر اثبات آن دارم؛ که ازمیان نویسندگان و سخنرانان و حتی علما و فضلای اسلامی معاصر، هیچ‌کس (البته درحد امکانات و نوع کار و کاراکترش) به اندازه من افتخار دفاع جدی و مؤثر عملی و فکری از این جامعه گرانقدری که امید بزرگ و سرمایه عزیز مااست، نداشته است، دلیل:
۱- درکتاب «انتظار» طلبه را به نقل از ونسان مونتی، پرولتر فکری خوانده‌ام، این مجاهدان پاکباز راه علم و ایمان که با پولی که از مخارج یک مرغ آمریکایی است، جوانی را فدای آموزش دین می‌کنند و در زمانی که هر دانشجویی رشته تحصیلی‌اش را براساس درآمد آینده‌اش انتخاب می‌کند، وی رشته‌ای را برگزیده است که دوران طلبگی‌اش اینچنین به زهدی باور نکردنی می‌گذرد.

۲- دریک کنفرانس عمومی دانشجوئی درحسینیه ارشاد خطاب به دانشجویان گفتم که من، برای آینده این نهضت فکری، برای بیداری مردم و احیای روح حقیقی اسلام و برانگیختن روح معترض و عدالتخواه شیعه علوی و رستگاری جامعه، به طلاب بیشتر از شما امید بسته‌ام.
همچنین شریعتی در کتاب اجتهاد و نظریه انقلاب دائمی در مقایسه‌ای بین روشنفکر و روحانی نکته‌ای را متذکر می‌شود که چه بسیار روشنفکرانی که به مملکت خویش خیانت کرده‌اند و زیر قراردادهای استعماری را امضا کرده‌اند، ولی هیچ جا نمی‌توان حتی یک امضای عالم روحانی را درچنین قراردادهای خائنانه‌ای دید.
علاوه برآن درمقایسه‌ای بین سیستم حوزه علمیه و دانشگاه به دلایل بسیار زیادی همچون اقامت محصل، انتخاب درس، بورسیه تحصیلی حوزه و… روش کار حوزه را بسیار مترقی تر نسبت به دانشگاه بیان می‌کند.
دربحث دموکراسی و سیستم‌های مدیریت نیز در این کتاب شریعتی روش انتخاب مستقیم توسط مردم به روش دموکراسی مرسوم و فعلی را زیر سؤال می‌برد و روش غیرمستقیم برای انتخاب راس هرم حکومت را توسط نخبگان برگزیده مردم مناسب تر می‌داند.
مهدی بازرگان دربارهٔ ریشه‌های اختلاف شریعتی و روحانیت می‌نویسد:
«روحانیت در همهٔ ادیان و ادوار به دو دلیل با امثال دکتر شریعتی‌ها ناسازگاری دارد. یکی اینکه تجدد و نوآوری را منافی با اصالت و استحکام دین دانسته، می‌ترسند در مبانی و معتقدات مردم که تا حدود زیادی بر تشریفات و تحجر و سنت‌ها و افکار کهن تکیه دارد، تزلزل حاصل شود و دلیل مهم‌ترشان این است که اصلاً نمی‌خواهند هیچ فردی که خارج از صنف و کسوت مقدس است وارد قلمروی واسطگی بین خدا و خلق خدا شود.»

#### عکس العمل روحانیون
روحانیون عکس العملهای شدیدی نسبت به انتقادات شریعتی نشان دادند که درنهایت منجر به تعطیلی حسینه ارشاد و دستگیری شریعتی شد:
مرتضی انصاری قمی خواستار حبس و اعدام شریعتی شد. او به دولت، مردم و روحانیون هشدار داد: «در یک قرن اخیر، اسلام و تشیع هیچگاه دشمنی خطرناک‌تر و گستاخ‌تر از علی شریعتی به خود ندیده است».
ناصر مکارم شیرازی با چاپ مقاله‌ای در مجله مکتب اسلام به‌عنوان «آیا شورا مبنای حکومت اسلامی است؟» نظر شریعتی را نادرست دانسته و استدلال کرده بود که شیعه به انتخاب خلیفه بر اساس رأی شورا معتقد نیست و خلیفه را منتخب خدا و پیامبر می‌داند.
ابوالحسن قزوینی نوشت: «هرچند مدتی است کسالت دارم و قادر بر مطالعه نیستم، ولی نظر به مطالعه اجمالی، کتب مذکور مطابق با مذهب تشیع نمی‌باشد و انکار خاتمیت و انکار ضروری دین اسلام است.» علامه سید محمدحسین طباطبایی در پاسخ به استفتایی نوشت: «این‌جانب نوشته‌های دکتر شریعتی را در خصوص اسلام‌شناسی هرگز تصدیق نکرده، نوع مطالب ایشان اشتباه و طبق مدارک دینی اسلامی غیرقابل قبول است.» سید کاظم مرعشی هم در پاسخ به استفتایی دیگر خرید و فروش کتب شریعتی را حرام دانست.
سید علی اصفهانی اعلام کرد: «نوشتجات نامبرده مشتمل بر اباطیل گوناگون است».
آقایان خویی، مرعشی نجفی، شاهرودی، عبدالله شیرازی، مالک حسینی، علی نمازی … فتاوی مشابهی علیه شریعتی صادر کردند. تلاش‌هایی شد که فتوایی از روح‌الله خمینی صادر شود، اما وی در این‌باره سکوت کرد.
محمد یزدی در خاطرات خود از جلسه مدرسان قم در پیش از انقلاب می‌نویسد:
«جلسه مزبور در منزل نوری همدانی تشکیل شده بود و بحث به مرز کفر و ایمان رسیده بود. پس از شور و مشورت، آقایان به این نتیجه رسیدند که اعلام کفر در مورد شریعتی بازتاب خوبی ندارد و در کل به مصلحت اسلام و مسلمین نیست… آقای مصباح یزدی در آن ماجرا قائل به دیدگاه خاصی بودند و بقیه اعضای جامعه در برابر ایشان قرار داشتند.»
بخشی از روحانیون نزدیک به خمینی نیز که بعدها وارد حکومت جمهوری اسلامی شدند، تنها به دلیل مصلحت از اعلام کفر شریعتی خودداری کرده بودند.
مرتضی مطهری در سال ۵۷ به سید روح‌الله خمینی می‌نویسد:
کوچک‌ترین گناه این مرد بدنام کردن روحانیت است. او همکاری روحانیت با دستگاه‌های ظلم و جور علیه توده مردم را به صورت یک اصل کلی اجتماعی درآورد و مدعی شد که ملک و مالک و ملا و به تعبیر دیگر تیغ و طلا و تسبیح همیشه در کنار هم بوده و یک مقصد داشته‌اند.
میرزا خلیل کمره‌ای در کتاب خود به نام فتاوی صحابی کبیر سلمان فارسی، کتاب سلمان پاک اثر مستشرق فرانسوی لویی ماسینیون، ترجمه علی شریعتی را نقد نمود. در سال ۱۳۵۱ نسخه‌ای از کتاب خود را برای شریعتی ارسال داشت و از او خواست که به ۱۹ نکته علمی در ترجمه کتاب سلمان پاک مراجعه و آن‌ها را مورد تحقیق بیشتر قرار دهد.

##### تعطیلی حسینه ارشاد و دستگیری شریعتی
تعدادی از طلاب قم نزد شهاب‌الدین نجفی مرعشی و شریعتمداری مراجعه و اظهار داشته‌اند که علی شریعتی در یکی از سخنرانی‌هایش در حسینیه ارشاد منکر امام زمان شیعیان شده و گفته است دعای ندبه سند معتبر ندارد و مرعشی گفت من دکتر شریعتی را نمی‌شناسم ولی اگر او چنین حرفی گفته باشد کافر است. با انتشار این فتوای رسمی، حسینیه ارشاد در آبان ۱۳۵۱ تعطیل گردید. پس از تعطیلی ارشاد، فتاوی مذهبی علیه حسینیه ارشاد و شریعتی به شدت گسترش یافت. شریعتی نهایتاً به‌دلیل دستگیری پدرش، در تیرماه ۱۳۵۲ خود را تسلیم کرد و زندانی شد. پس از دستگیری وی محمد بهشتی، سید هادی خامنه‌ای و چند نفر از طلاب قم در منزل مرتضی مطهری حضور داشتند که مطهری ضمن انتقاد از شریعتی گفت صرف نظر از افکار نادرست وی، ضربهٔ جبران‌ناپذیری بر هماهنگی روحانیت و طبقه تحصیلکرده زد و آن‌ها را نسبت به هم سخت بدبین نمود و احساسات جمعی از جوانان خام را علیه روحانیون برانگیخت.

## شریعتی و مصطفی ملکیان
ملکیان گفته است یکی از مؤثرترین کتاب‌هایی که در طول عمرش خوانده است کتاب کویر شریعتی است. اما او نقدهایی را هم بر شریعتی وارد می‌داند و می‌گوید: 
چگونه آدم می‌تواند سارتر را با عین‌القضات همدانی یا حلاج را با کامو جمع کند؟ من می‌گویم اگر در تفکر من دیدید دو شخصیت متفکری که قابل جمع نیستند، با هم جمع شده‌اند، بدانید که لااقل دانش من از یکی از آن دو شخصیت متفکر ناقص است که توانسته‌اند در خیال‌خانه ذهن من کنار هم بنشینند. فرض کنید من اگر در تفکرم گفتم که مولانا و خیام در خیال‌خانه ذهن من در کنار هم نشسته‌اند، لااقل بدانید که من یکی از این دو را نمی‌شناسم. چون اگر مولانا را قبول داشته باشی، نمی‌توانی خیام را هم قبول داشته باشی یا اگر خیام را قبول داشته باشی نمی‌توانی مولانا را قبول داشته باشی، چرا؟ نه به خاطر اینکه یک نکته نیست که در آن حق با مولانا و خیام باشد و یک حرف را بزنند، از این نکات وجود دارد اما بن و بن‌مایه فکر متفاوت است. شما که نمی‌توانید یک جمله از حرف‌های مرا با یک جمله از حرف‌های فرد دیگری در کنار هم بگذارید و بعد بگویید این دو یک‌جور فکر می‌کنند، باید دید این دو جمله از چه بن‌مایه‌هایی برخاسته‌اند. بن‌مایه مادی‌انگارانه سیمون دو بوار و سارتر کجا و بن‌مایه عین‌القضات و حلاج کجا، وگرنه در سخن عیسی و در سخن مارکس هم حرف مشترک وجود دارد، اما با استناد به این کسی نمی‌تواند بگوید من یک عیسوی مارکسیست هستم یا یک مارکسی مسیحی‌ام! مارکسیسم از بن و بنیاد مسیحیت را نفی می‌کند و مسیحیت هم از بن و بنیاد مارکسیسم را نفی می‌کند؛ بنابراین سازگاری دو جمله از این متفکر با دو جمله از متفکر دیگری، غیر از این است که من می‌توانم مسیحی مارکسیست باشم. متأسفانه این نکته در آثار شریعتی بارز است، به نمایه آثار شریعتی رجوع کنید و این را مقایسه کنید با نمایه نوشته‌های مهندس بازرگان یا دکتر سروش یا مجتهد شبستری، می‌بینید که نمایه آثار شریعتی بسیار مفصل‌تر است، نام بسیاری از شخصیت‌ها می‌آید و چند برابر از دیگر نواندیشان دینی هم می‌آید ولی این همه ارجاع دادن و این همه آدم را در منظومه فکری خود نشان دادن و نشاندن به نظر من نشان‌دهنده آن است که تفاوت‌ها را نتوانسته ببیند، آن هم تفاوت‌های بنیادی را، نیچه هم با مارکس و مسیح سخن مشترک دارد ولی مسیح کجا، نیچه کجا.— مصطفی ملکیان، ملکیان، وبگاه شریعتی در نیمه حرف

## پس از انقلابِ ۱۳۵۷

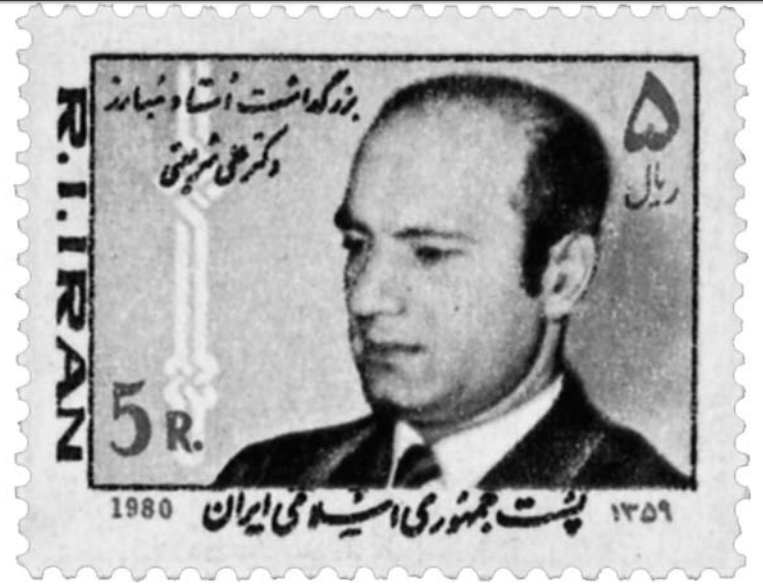
تمبر یادبود علی شریعتی که در سال ۱۳۵۹ توسط شرکت پست ایران منتشر شده است

از آن جا که نقش شریعتی در تغذیه فکری انقلاب اسلامی انکارناپذیر است، منتقدان از گروه‌های مختلف پس از انقلاب نقدهای زیادی به او وارد کرده‌اند و از جمله برخی اعتراض کرده‌اند که شریعتی اندیشه‌های ژان پل سارتر را به صورتی نادرست بر اسلام اعمال کرده است.

### شریعتی و ایدئولوژی
یکی از نقدهای بارز بر شریعتی ایدئولوژیزه کردن دین است که نخستین بار در دههٔ ۶۰، داریوش شایگان، با عنوان ایدئولوژی کردن سنت در کتاب خود با عنوان نقد ایدئولوژی بر آن خرده گرفت.
شریعتی ایدئولوژی را مقدم بر فرهنگ می‌داند و در تحلیل تاریخی‌اش ادعا می‌کند که تمامی تحولات تاریخ و تمدنی پس از ظهور یک مکتب و ایدئولوژی و ایمان و فکر و حرکت ایدئولوژیک و عقیدتی نوین بوده است.
وی با با جدا کردن ایدئولوژی از فرهنگ و فرق نهادن بین آن دو، عقاید و احکام ارزشی و عملی اسلام را به مثابه یک مکتب یا ایدئولوژی ثابت و وحیانی معرفی می‌کند. شریعتی می‌گفت: «دین داریم به منزله ایدئولوژی و دین داریم به منزله فرهنگ». به اعتقاد وی ایدئولوژی آن بود که نزد ابوذر (غفاری) و فرهنگ آن که نزد ابوعلی (سینا) بود.
از نظر داریوش آشوری، روشنفکر معاصر، هنر شریعتی این بود که برای تبدیل دین به ایدئولوژی به معنای گفتمان بسیج‌گر سیاسی برای دگرگونی انقلابی به یاری زبان‌آوری خاص خود توانست به اسطورههای سنتی شیعه، رنگ اسطوره‌های انقلابی مدرن بزند. شایگان با کمک گرفتن از تعبیر ایدئولوژی شدن سنت بر این باور است که تلاش‌های فکری شریعتی دچار تناقض است.
این رویکرد ایدئولوژی اندیشی شریعتی در دین البته مورد انتقاد شدید روشنفکر دینی عبدالکریم سروش هم هست. سروش از منظر معرفت‌شناسی دین به آن می‌نگرد و در فربه‌تر از ایدئولوژی آن را ایدئولوژیک کردن دین می‌نامد. وی با مردود دانستن چنین معرفتی آن را «شبه معرفت غفلت‌آمیز»، «خادم منافع»، «مشروعیت‌بخش به قدرت حاکم»، «معطوف به قدرت و سیاست و انقلاب»، «تعارض‌زدا از عین و ذهن» و «باعلت و بی‌دلیل» می‌خواند.

## دیدگاه‌ها دربارهٔ شریعتی
محسن کدیور از روحانیون منتقد روحانیت حاکم در ایران دربارهٔ شریعتی چنین می‌گوید: «شریعتی در عین انتقاد از سنت، منتقد مدرنیته هم بود، بنابراین بی شک پیشقراول نواندیشی دینی و روشنفکری دینی در ایران محسوب می‌شود و هرگز نمی‌توان جریان او را از جریان کنونی روشنفکری دینی در ایران جدا دانست.»
احسان شریعتی فرزند شریعتی در رابطه با پدر چنین می‌گوید: «تجربهٔ معنوی و انسانی شریعتی می‌تواند حتی برای نسل جوان، صرف‌نظر از اینکه چه نوع اعتقاد دینی و ایدئولوژیکی داشته باشند، جالب باشد.» از نظر احسان شریعتی در برخورد با اندیشهٔ شریعتی باید میان ابعاد و زوایای گوناگون فکری وی تفکیک کرد و آن‌ها را از منظر انسان‌شناسی، هستی‌شناسی و معرفت‌شناسی در نظر داشت. به نظر وی درک شریعتی از توحید هستی باید در پرتو نوسازی اندیشهٔ مذهبی و درک توحیدی از انسان و جهان با نوعی جهان‌بینی جدید مورد تأمّل قرار گیرد. وی شریعتی را متفکری متعلق به حوزهٔ پدیدارشناسی دانسته و تفاوت نگرش شریعتی را در جایگزین کردن درک‌ها و برداشت‌های دگراندیشانه در گذر زمان از مقولاتی همچون عقل و اجماع می‌داند، که دو عنصر علم و زمان جای آن را گرفته‌اند.
از نظر عبدالکریم سروش، فیلسوف ایرانی موضع‌گیری عموم گروه‌ها و طبقات جامعه دربارهٔ علی شریعتی، چه در دوران حیات و مبارزهٔ او و چه پس از وفات وی دستخوش تغییر شده است؛ به‌جز موضع‌گیری روحانیون دربارهٔ وی، که همواره نگاهی ثابت دربارهٔ وی داشتند و آن موضع این بود که او مطرود و غیرمقبول است و سخنانش، سخنانی ضد دین است و خدمت او نه خدمت بلکه خیانت است.
بیژن عبدالکریمی بر این باور است که بیشتر تحلیل‌ها و نظراتی که در مورد شریعتی صورت گرفته، در افق گذشته بوده است. وی معقتد است که دفاع از شریعتی بیشتر در فضاهای سیاسی و ایدئولوژیک شکل گرفته است. به نظر وی باید شریعتی را در افق آینده فهم کرد. از نظر وی شریعتی نه‌تنها با جهان مدرن برخوردی منفعلانه نداشته، بلکه مواجههٔ وی را کنشگرانه می‌داند. از نظر بیژن عبدالکریمی، روشنفکرانی همچون سروش، شایگان و جواد طباطبایی که شریعتی را به ایدئولوژیک‌اندیشی متهم می‌کنند، مبتلا به خطای هرمنوتیکی شده‌اند.
سید جواد میری معتقد است که خوانش برخی از روشنفکران همچون سید جواد طباطبایی، به‌خاطر عدم تفکیک میان خواندن و خوانش از شریعتی امری اشتباه است. به نظر میری باید آثار شریعتی را در دل یک سنت فکری خوانش کرد. به نظر میری، شریعتی تکامل انسانی را با توجه به استعدادی که خداوند در انسان گذاشته است، تفسیر می‌کند.
محمدامین قانعی راد، شریعتی را یک متفکر سنتزگرا می‌داند که توانسته است میان مقولاتی همچون اسلام، اگزیستانسیالیسم و سوسیالیسم سنتزی را ایجاد کند! او پروژهٔ شریعتی را مدرنیته می‌داند که به دو عنصر آزادی و عدالت پرداخته‌اند.
موسی غنی‌نژاد، اقتصاددان، دربارهٔ خط فکری شریعتی می‌گوید: «خط فکری او دو مؤلفهٔ اصلی دارد؛ یکی اینکه شریعتی به‌شدّت طرفدار اسلام شیعی عملگراست که به دنبال نهضت و انقلاب است، دیگر اینکه به‌شدّت تحت‌تأثیر مارکسیسم به‌عنوان آخرین دستاورد علمی در حوزهٔ تاریخ و جامعه‌شناسی است.» غنی‌نژاد که خود در دوران دانشجویی از حاضران در سخنرانی‌های شریعتی بوده، با بیان اینکه شریعتی اهل علم نبود، بلکه اهل خطابه بود، می‌گوید: «سخنرانی‌های شریعتی بسیار جذاب و به‌خصوص برای جوانان جالب بود، همه را شیفتهٔ خود می‌کرد ولی وقتی به خانه می‌رفتید و فکر می‌کردید که بالاخره او چه گفت، چیزی دستتان نمی‌آمد. فقط علیه مستکبران و جهان‌خواران و سرمایه‌داران شعار می‌داد.»